# الجبهة اليهودية العامة
الجبهة اليهودية العامة (بالإنجليزية: General Jewish Labour Bund)‏ و (باليديشية: אַלגעמײַנער ײדישער אַרבעטער בּונד אין ליטע פוילין און רוסלאַנד)‏ أي: "الاتحاد العام للعمال اليهود في ليتوانيا وبولندا وروسيا"، كان حزبًا يهوديًا اشتراكيًا مستقلًّا تأسس في روسيا القيصرية في سنة 1897. وكانت له فروع في ليتوانيا وبولندا، وقد دعم الحزب بقاء اليهود في أوروبا وعدم الهجرة إلى إسرائيل، وكان يُعرف أعضاء هذا الحزب بالبونديين.

## مبادئ الحزب
دعت أيديولوجيته إلى العدالة والمساواة الاقتصادية والاجتماعية، وطالب بمنح اليهود حقوقًا سياسية، كأفراد وكأقلية قومية ناطقة باليديشية. مع اندلاع الحرب العالمية الأولى، انقسم الحزبُ على أساس جغرافي. بالإضافة إلى الفرع الذي ظلّ موجودًا في الاتحاد السوفيتي، والذي قمعه النظام الشيوعي بلا هوادة، تم إنشاء هيئات مستقلّة في بولندا وليتوانيا ورومانيا وبيلاروسيا ولاتفيا. كان البوند قوة سياسية مهمة في بولندا على وجه الخصوص، حيث حصل في ذروته على 100000 صوت في الانتخابات الوطنية عام 1928. لقي معظم أعضاء البوند حتفهم في الهولوكوست. نشأت خارج أوروبا الشرقية، فروع أخرى تابعة للحزب، أخذت بالتناقص، ولكنّها ظلّت في موجودة في جميع أنحاء العالم، في إطار "لجنة التنسيق الدولية للبوند" (بالعبرية: הוועדה המתאמת הבינלאומית של הבונד) التي تأسست في نيويورك عام 1947.

اعتبر البوند نفسه منظمة اشتراكية ووطنية، ورأى في وجوب النّضال على ثلاث جبهات:
1. النضال الطبقي: نضال اشتراكي ضد البرجوازية والرأسماليين والقوى الرجعية، سواء في المجتمع العام، أو داخل المجتمع اليهودي.
2. على الصعيد الوطني: فسَّر البوند فكرة "الأممية" على أنَّها أُخوَّة بين القوميات، وليست فكرة عالمية تقضي تمامًا على الهويات الوطنية. ناضل البوند من أجل وجود حركة عمالية فيدرالية تتكوَّن من حركات اشتراكية وطنية مختلفة متَّحدة معًا من أجل نضال مشترك. ناضل البوند ليس فقط من أجل الحقوق المدنية المتساوية لليهود، ولكن أيضًا من أجل "الحقوق الوطنيّة" مثل الحق في الدراسة باللغة الأم (اليديشية) بتمويل من الدولة. في هذا النضال، كان البوند شريكًا مع الحركات الاشتراكية الوطنية للأقليات القومية الأخرى.
3. النضال داخل المجتمع اليهودي: عارض البوند ظاهرة اندماج اليهود في المجتمعات الأوروبية من جهة، كما عارض الصهيونية من جهة أخرى. لقد رأى القوميّة اليهودية كمسألة ثقافية بحتة، لا تتعلّق بالإقليم، ومكان الإقامة. كافح البوند من أجل الحفاظ على ثقافة شعبية يهودية علمانية، ناطقة باللغة اليديشية، وأيّد إنشاء مؤسسات ثقافية وتعليمية، إلخ، كما دافع عن الفكرة بأنه على اليهود الكفاح من أجل تحسين أوضاعهم الحياتية في الأماكن التي يعيشون فيها -"الكانية" (بالعبرية: כאניות وفي اليديشية דויקיזם "الدوكية")، واختلف حول هذه الفكرة مع الحركة الصهيونية.

## تأسيس البوند
تأسس البوند في فيلنيوس في 7 أكتوبر 1897، فجر يوم الغفران (يوم كيپبور) 1888 (بعد حوالي شهر من المؤتمر الصهيوني العالمي الأول)، وكان الغرض منه هو توحيد جميع العمال اليهود في الإمبراطورية الروسية في حزب اشتراكي يهودي واحد. شملت الإمبراطورية الروسية في ذلك الوقت ليتوانيا، وبيلاروسيا، وأوكرانيا ومعظم أنحاء بولندا، وهي البلدان التي كان يتركز فيها معظم يهود العالم في ذلك الوقت. حاول البوند دعم حركة ثورية روسية واسعة النطاق، لتحويل الإمبراطورية الروسية إلى دولة اشتراكية وديمقراطية، لأنهم كانوا يأملون في أن يحصل اليهود داخل مثل هذا البلد على الاعتراف بالوضع القانوني للأقلية. عارض البوند الحركة الصهيونية، التي بدأت طريقها أيضًا في ذلك الوقت. طالب أعضاء البوند بالمساواة الكاملة في الحقوق لليهود داخل الإمبراطورية الروسية، والاستقلال الثقافي القومي لجميع الشعوب التي تتكون منها روسيا، ومن ضمنهم اليهود، ولذلك عارضوا الحل الإقليمي القومي الذي كانت تنادي به الحركة الصهيونية.

كان حزب البوند أحد المبادرين إلى تأسيس حزب العمال الديمقراطي الاشتراكي الروسي. اعتقد البوند أن هذا الحزب يجب أن يكون اتحادًا للمنظمات الاشتراكية الديموقراطية الوطنية، لكل منها استقلاليتها في عملها الثقافي والتنظيمي. في عام 1903 تخلى البوند عن الحزب بعد أن لم يعترف، تحت قيادة لينين، بالبوند كممثل وحيد للعمال اليهود، ورفض الهيكل الفيدرالي الذي اقترحه. لاحقت السلطات البوند بلا هوادة. خلال ثورة 1905، دعا البوند أنصاره إلى حمل السلاح، وأنشأ أيضًا مجموعات من المقاتلين أطلق عليهم اسم: "لمنظمة اليهودية للدفاع عن النفس". مع فشل الثورة، عاد البوند إلى نشاطه المجتمعي لإرساء الديمقراطية بين الجاليات اليهودية، وتنظيمها في سبيل تحقيق الاستقلال الثقافي اليهودي. بعد الانقسام في الحزب الاشتراكي الديمقراطي بين البلاشفة والمناشفة، انضم البوند إلى الأخير.

عندما اندلعت الحرب العالمية الأولى، عارض البوند الحرب في البداية، ولكن فيما بعد تعالت أصوات أولئك الذين طالبوا بمحاربة ألمانيا العسكرية. انضم أعضاء البوند الذين كانوا خارج المناطق الواقعة تحت الاحتلال الألماني إلى ثوار فبراير 1917، ودعموا الحكومة المؤقتة التي تأسست وشاركت في السوفييتات. بعد ثورة أكتوبر، انقسم البوند فيما بينه إلى أنصار للحزب الشيوعي وخصومه. انضم فصيل من أنصار الحزب الشيوعي إليه في عام 1921، وأطلق على هذا الفصيل اسم "المنظمة المستقلة للبروليتاريا اليهودية" (بالعبرية: ההסתדרות האוטונומית של הפרולטריון היהודי). أمّا الأقلية، التي لم تنضم إلى الشيوعيين، فقد أصبحت منظمة سرية تسمى "الرابطة الديمقراطية الاجتماعية" التي انضمت فيما بعد إلى المناشفة، واختفت معهم.

كان حزب البوند حزبًا علمانيًا، وعارض ما اعتبره أعضاؤه "الطبيعة الرجعية للحياة اليهودية التقليدية" في روسيا. كما عارض الحزب الصهيونية، وادعى أن الهجرة إلى أرض إسرائيل كانت شكلاً من أشكال الهروب. اعتبر نشيد للبوند عنوانه: "في بحر دموع البشرية المالح" يعود إلى عام 1901، بأنّ الصهيونية ليست إلّا تقليد لأعداء الشعب اليهودي، الذين هدفهم- إنشاء "غيتو لليهود التائهين" (باليديشية: א געטא דעם אייביגען זשיד،"غيتا ديم أيبيجن زاشيد"). كما روَّج الحزب لاستخدام اليديشية كلغة وطنية لليهود، وعارض المشروع الصهيوني لإحياء اللغة العبرية. على الرغم من كل هذا، انضمَّ العديد من البونديين فيما بعد إلى الحركة الصهيونية، وعانى البوند من خسارة مستمرة للأعضاء النشطين بسبب الهجرة. قام العديد من البونديين بدور نشط في تأسيس الأحزاب الاشتراكية في أرض إسرائيل، ولاحقًا في دولة إسرائيل.

كان معظم أنصار حزب البوند من العمال والحرفيين اليهود، ولكن كان لديه أيضًا أنصار من المثقفين اليهود. عمل البوند كحزب سياسي (بقدر ما أتاحت الظروف السياسية حينذاك) وكنقابة عمالية. لقد تعاونوا مع منظمة "عمال صهيون" (بالعبرية: פועלי ציון)، ومع حركات أخرى لتنظيم مجموعات يهودية للدفاع عن النفس في وجه المذابح وأعمال الشغب ضد اليهود. كان لدى البوند حركة شبابية تسمى "تسوكنفت" (צוקונפט وهي كلمة باليديشية تعني "المستقبل") بالإضافة إلى حركة أطفال تسمى "سكيف" SKIF (وهي اختصار للحروف الأولى من جملة: Sotsyalistishe Kinder Farband "اتحاد الأطفال الاشتراكي"، وباليديشية סוציאליסטישה קינדר פארבנד).أدار البوند مطابخ شعبية في أماكن مختلفة، ووفقًا لأيديولوجيته العلمانية، عملوا أيضًا خلال يوم الغفران.

## نشاط البوند خارج روسيا
أسس البوند حزبًا مستقلاً في بولندا منذ عام 1916، حينما كانت لا تزال تحت الاحتلال الألماني. بعد ثورة أكتوبر في روسيا، طالب البوند البولندي أيضًا بإنشاء جمهورية بروليتارية سوفيتية. حصلت بولندا وليتوانيا على استقلالهما في عام 1918، وواصل البوند نشاطه في هذين البلدين، وخاصة في المدن ذات الغالبية اليهودية في شرق بولندا، حيث أسس منظمات اشتراكية للحرفيين. في عام 1920، اتحد البوند في بولندا مع الحزب الديمقراطي الاجتماعي اليهودي في غاليسيا وأسس "التحالف العام للعمال اليهود في بولندا". انضم جزء من البوند يُدعى "كامبون" إلى الحزب الشيوعي البولندي في عام 1923. ادعى البونديون الموجودون في بولندا،أنه يجب على اليهود البقاء والنضال من أجل الاشتراكية، وليس الهجرة. عندما ظهر زئيف جابوتينسكي، زعيم الحركة الصهيونية تصحيحية، في بولندا ودعا إلى "إخلاء" يهود أوروبا، اتهمه البونديون بمؤازرة الحركات اللاسامية. من الناحية الانتخابية، أصبح البوند أنجح حزب في الأوساط اليهودية. في انتخابات السلطة المحلية التي أجريت في عام 1938، فاز بـ 17 مقعدًا من أصل 20 مقعدًا حصلت عليها الأحزاب اليهودية في وارسو، و 7 من أصل 11 في لودج و 10 من 15 في بياليستوك ولوبلين.

إبان الحرب العالمية الثانية، واصل البوند نشاطه في بولندا كمنظمة سرية. نشر نشطاء المنظمة أثناء الهولوكوست العديد من الصحف السرية في الحي اليهودي بوارصوفيا. قامت هذه المجموعة بنشر أكبر عدد من الصحف والنشرات في هذا الغيتو. تضمّنت هذه الصحف والمنشورات الكثير من المعلومات حول ما كان يجري على جبهات الحرب المختلفة، بالإضافة إلى ملاحق أدبية، كا وجهت انتقادات لاذعة لسلوك منظمات الوساطة اليهودية مع النظام النازي (اليودنرات)، وحضت اليهود على المقاومة والتمرُّد. كان نشر الصحف وتوزيعها ينطوي على المخاطرة بالأرواح، ولذلك قُتِل العديد من نشطاء البوند أثناء عملهم. في بداية الحرب، عارض البوند إنشاء منظمة قتالية يهودية موحدة ضد النازيين، لكنه انضم في النهاية إلى المنظمة المقاتلة اليهودية في حي اليهود في وارسو. في عام 1945، بعدما وَضَعَتِ الْحَرْبُ أَوْزَارَهَا، وتأسس النظام الشيوعي في بولندا، تضاءل عدد مؤيدي البوند في بولندا، أمّا من بقي منهم فقد انضموا إلى حزب العمال البولندي الموحد.

كان حزب البوند موجودًا أيضًا في غاليسيا وبوكوفينا لفترات قصيرة. أسس الاشتراكيون اليهود في رومانيا تنظيمًا مبكرًا يعود إلى عام 1893 (دائرة "لومينا")، ونشروا الصحف باللغتين الرومانية واليديشية. في عام 1923 أُعلن في مؤتمر تشيرنوفتس أنه سيتم إنشاء "الاتحاد العام للعمال اليهود في رومانيا". تم القضاء على هذه المنظمات اليهودية تدريجيًّا مع صعود الحكم الفاشي في رومانيا.

## البوند بعدالحرب العالمية الثانية
بعد الحرب العالمية الثانية، عقدت جمعية البوند مؤتمرًا في بروكسل عام 1947. وقد تم اتخاذ عدد من القرارات والمواقف في هذا المؤتمر، منها:
- التنسيق بين منظمات البوند، والمنظمات الاشتراكية اليهودية في العالم الغربي.
- الإعلان عن دعم الاشتراكية الديمقراطية، ومعارضة الشيوعية والاتحاد السوفيتي.
- سوف تضمن الاشتراكية الديمقراطية حل المشكلة اليهودية في كل مكان يعيش فيه اليهود.
- يجب دعم اللغة والثقافة اليديشية لمنع انصهار اليهود في المجتمعات الأخرى.

واصل البوند معارضته الشديدة للصهيونية. عندما أنشئت دولة إسرائيل اعتبرها البوند خطرًا على الشعب اليهودي (ولكن كانت هناك أقلية من بين أعضائه عارضوا هذا القرار). تمّ في مؤتمر آخر عُقد عام 1955، تغيير القرار، واعتبرت دولة إسرائيل "حدثًا مهمًّا في تاريخ الشعب اليهودي"، ولكن عارض بشدة اعتبارها موطن الشعب اليهودي. في ذلك الوقت، جرى الاعتراف بالبوند لأول مرة عضوًا في الأممية الاشتراكية. في انتخابات الكنيست الرابعة عام 1959، خاض البوند الانتخابات وترأس القائمة بيسح بورشتاين، لكن الحزب لم يتجاوز نسبة الحسم. تلاشى تأثير البوند تدريجياً على مر السنين. وفي القرن الحادي والعشرين، لم يبق إلّا عدد قليل من مجتمعات البوند الصغيرة في العالم. في ملبورن، بأستراليا ما يزال هناك مجتمع نشط مع حركة شبابية تسمى (SKIF)، وفي الولايات المتحدة، لا يضم البوند سوى بضع مئات من الأعضاء ويعملون بشكل أساسي في رعاية أرشيف البوند في نيويورك، والأنشطة الثقافية المختلفة.

## أعضاء سابقون في حزب البوند أشغلوا مناصب رفيعة فيالاتحاد السوفيتي
- إسرائيل مويسيفيتش ليبليفسكي (1894-1938)، كان عضوًا في البوند بين 1904-1907، ثمّ أصبح وزيرًا ("مفوض الشعب") للشؤون الداخلية للجمهورية الاشتراكية السوفيتية الأوكرانية (1937-1938).
- مويشه ليبوفتش رحيموفتش (1889–1939)، كان عضوًا في البوند بين الأعوام 1904-1913، أصبح وزيرًا ("مفوض الشعب") للشؤون العسكرية لجمهورية دونيتسك-Krivoy Rog السوفياتية (1917-1918)، ووزيرًا ("مفوض الشعب") للصناعات الدفاعية في الاتحاد السوفياتي (1936-1937).
- دافيد بتروفسكي (1886-1937)، كان عضوًا في البوند خلال الأعوام 1902-1919، أصبح رئيس المديرية العامة للمؤسسات التعليمية العسكرية (GUVUZ) التابعة للجيش الأحمر (من عام 1920- وحتى 1924)، وعضو هيئة رئاسة اللجنة التنفيذية للأممية الشيوعية (1924-1929)، وعضو هيئة رئاسة مجلس السوفيات الأعلى للاقتصاد الوطني (1929-1932)، ورئيس إدارة مؤسسات التعليم الفني العالي والثانوي (GLAVVTUZ) في الوزارة (مفوضية الشعب) للصناعة السوفيتية الثقيلة (1932-1937).